# Берёзовая Роща (Самарская область)
Берёзовая Роща — посёлок в Хворостянском районе Самарской области России. Входит в состав сельского поселения Прогресс.

## История
В 1973 г. Указом Президиума ВС РСФСР посёлок отделения № 7 совхоза имени Масленникова переименован в Берёзовая Роща.

## Население
| 2010 |
| ---- |
| 312  |

## Инфраструктура
Основа экономики — сельское хозяйство.
Личное подсобное хозяйство с зоной сельскохозяйственного использования, индивидуальная застройка усадебного типа.
ФАП.

## Достопримечательности
Памятная плита павшим при защите Родины в годы Великой Отечественной войны.

## Транспорт
Посёлок доступен автотранспортом. Остановка общественного транспорта «Берёзовая Роща»